# Бадминтон на Летњим олимпијским играма 2024.
Такмичење у бадминтону на Летњим олимпијским играма 2024. одржано је у дворани Порт де ла Шапел у Паризу. На такмичењу се борио 171 такмичар.
Најуспешнија је била Кина са две златне и три сребрне медаље.

## Биланс медаља
*   Домаћин ( Француска)
| Позиција   | NOC            | Злато | Сребро | Бронза | Укупно |
| ---------- | -------------- | ----- | ------ | ------ | ------ |
| 1          | Кина           | 2     | 3      | 0      | 5      |
| 2          | Јужна Кореја   | 1     | 1      | 0      | 2      |
| 3          | Данска         | 1     | 0      | 0      | 1      |
| 3          | Кинески Тајпеј | 1     | 0      | 0      | 1      |
| 5          | Тајланд        | 0     | 1      | 0      | 1      |
| 6          | Јапан          | 0     | 0      | 2      | 2      |
| 6          | Малезија       | 0     | 0      | 2      | 2      |
| 8          | Индонезија     | 0     | 0      | 1      | 1      |
| Укупно (8) | Укупно (8)     | 5     | 5      | 5      | 15     |

## Освајачи медаља
| Дисциплина                  | Злато                                 | Сребро                               | Бронза                                 |
| Мушкарци појединачно детаљи | Виктор Акселсен · Данска              | Кунлавут Витидсарн · Тајланд         | Ли Зи Ђа · Малезија                    |
| Мушки парови детаљи         | Кинески Тајпеј · Ли Јанг · Ванг Ћилин | Кина · Љанг Вејкенг · Ванг Чанг      | Малезија · Арон Чија · Сох Вуј Јик     |
| Жене појединачно детаљи     | Ан Сејунг · Јужна Кореја              | Хе Бингђао · Кина                    | Грегорија Маришка Тунџунг · Индонезија |
| Женски парови детаљи        | Кина · Чен Ћингчен · Ђа Јифан         | Кина · Љу Шенгшу · Тан Нинг          | Јапан · Нами Мацујама · Чихару Шида    |
| Мешовити парови детаљи      | Кина · Џенг Сивеј · Хуанг Јаћунг      | Јужна Кореја · Ким Вонхо · Чонг Наун | Јапан · Јута Ватанабе · Ариса Хигашино |

## Земље учеснице
Укупно је било 173 учесника из 49 нација.
- Алжир (2)
- Аустралија (3)
- Аустрија
- Азербејџан
- Белгија
- Бразил
- Бугарска
- Канада
- Кина
- Чешка